# La Móra Comtal
La Móra Comtal es una entidad de población española del municipio de Odén, perteneciente a la provincia de Lérida, en la comunidad autónoma de Cataluña. 

## Historia
Hacia mediados del siglo XIX, el lugar pertenecía al ayuntamiento de Mora Condal y Salis, que por entonces tenía contabilizada una población total de veintinueve habitantes. El municipio desapareció de cara al censo de 1857 y su territorio pasó a formar parte del de Odén. En 2022, la entidad singular de población tenía empadronado un único habitante.